# Campbell (Nebraska)
Campbell es una villa ubicada en el condado de Franklin en el estado estadounidense de Nebraska. En el Censo de 2010 tenía una población de 347 habitantes y una densidad poblacional de 324,4 personas por km².

## Geografía
Campbell se encuentra ubicada en las coordenadas 40°17′47″N 98°43′54″O / 40.29639, -98.73167. Según la Oficina del Censo de los Estados Unidos, Campbell tiene una superficie total de 1.07 km², de la cual 1.07 km² corresponden a tierra firme y (0%) 0 km² es agua.

## Demografía
Según el censo de 2010, había 347 personas residiendo en Campbell. La densidad de población era de 324,4 hab./km². De los 347 habitantes, Campbell estaba compuesto por el 97.41% blancos, el 0% eran afroamericanos, el 1.15% eran amerindios, el 0% eran asiáticos, el 0% eran isleños del Pacífico, el 0% eran de otras razas y el 1.44% pertenecían a dos o más razas. Del total de la población el 0.86% eran hispanos o latinos de cualquier raza.